# أناس عاديون (مسلسل تلفزيوني)
أناس عاديون (بالإنجليزية: Normal People)‏ هو مسلسل تلفزيوني درامي نفسي رومانسي أيرلندي. وهو مقتبس من رواية تحمل نفس الاسم لسالي روني. يحكي المسلسل العلاقة بين ماريان شيريدان وكونيل والدرون، حيث يتنقلون في مرحلة البلوغ من أيامهم الأخيرة في المدرسة الثانوية إلى سنوات دراستهم الجامعية في كلية الثالوث. كتب المسلسل في الأساس روني وأليس بيرش وأخرجه ليني أبراهامسون وهيتي ماكدونالد.